# Židovský hřbitov v Bohosticích
Židovský hřbitov, založený v Bohosticích nejdéle v první polovině 18. století, leží asi 500 m jihozápadně od obce v lesíku na úbočí kopce Chlumec (na jeho SV okraji). Přístup je možný z východu přes pole nebo ze západu od silnice na Cetyni, nutné je překonat kopřivy, přeskočit Chlumecký potok a vystoupit svahem na kopec.
Je chráněn jako kulturní památka České republiky.
V severovýchodní části hřbitova stojí opravená márnice a dochovalo se zde více než 150 náhrobků s nejstarším čitelným z roku 1747.

## Galerie

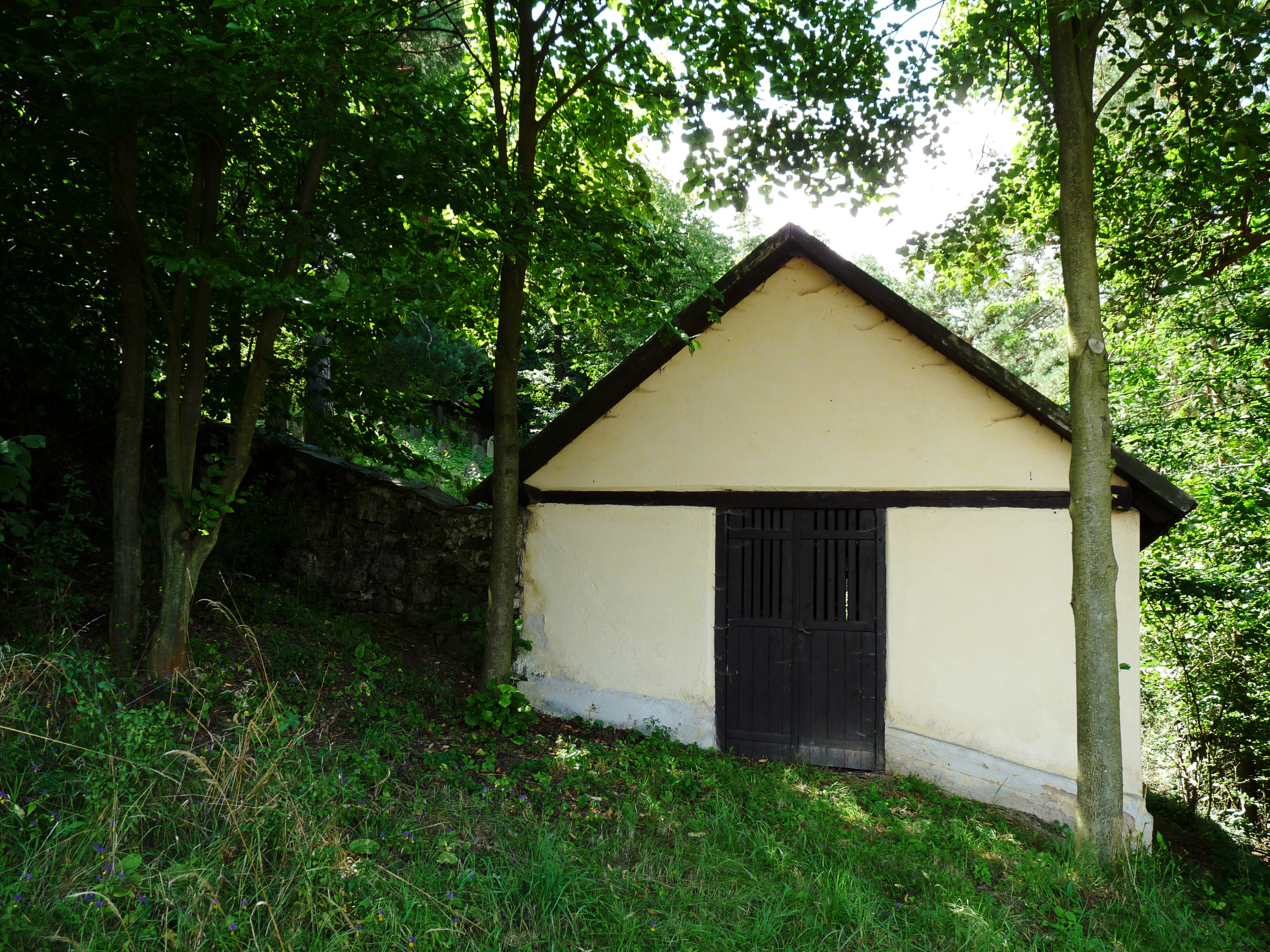
Márnice
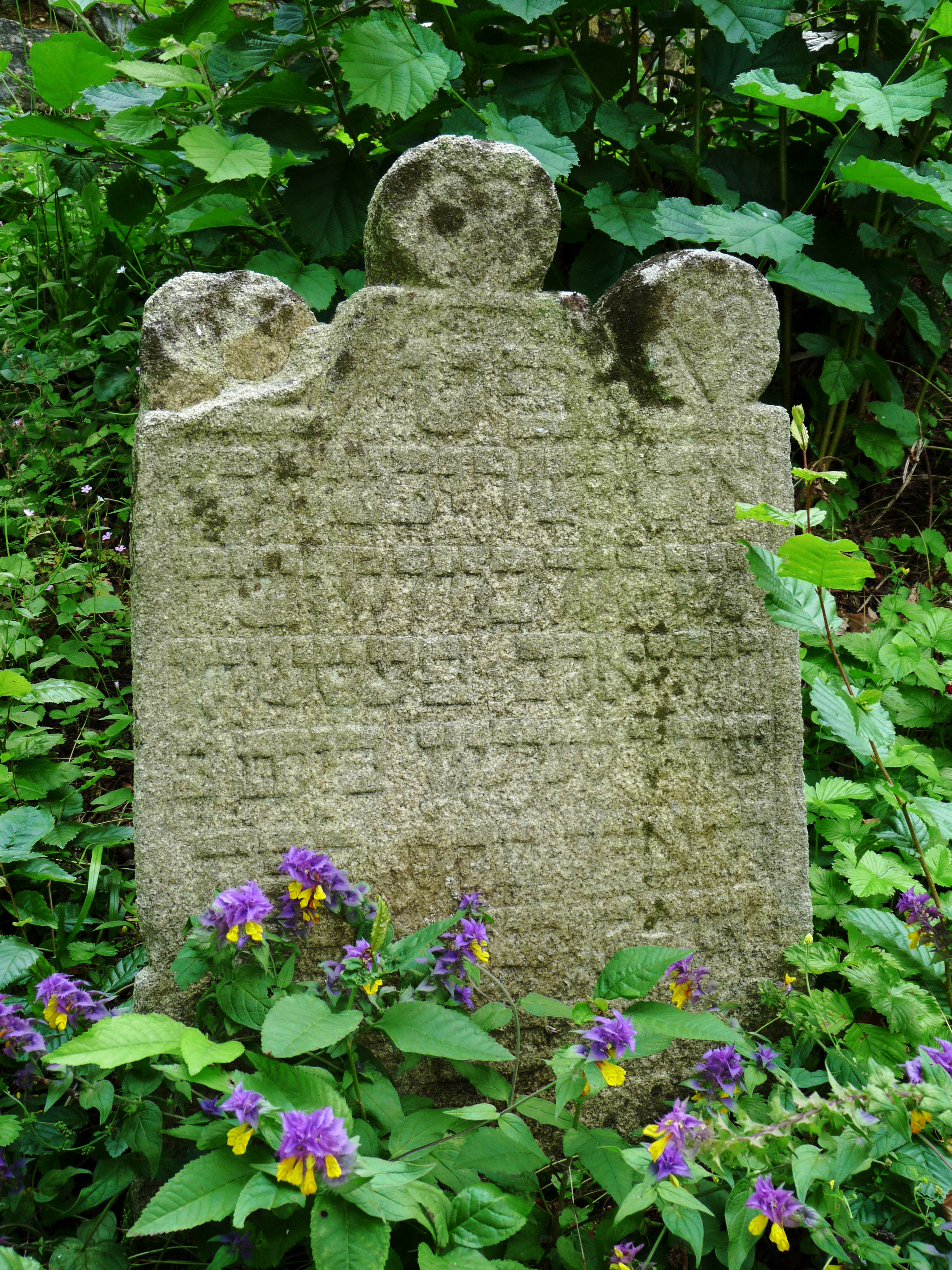
Náhrobek se srdci
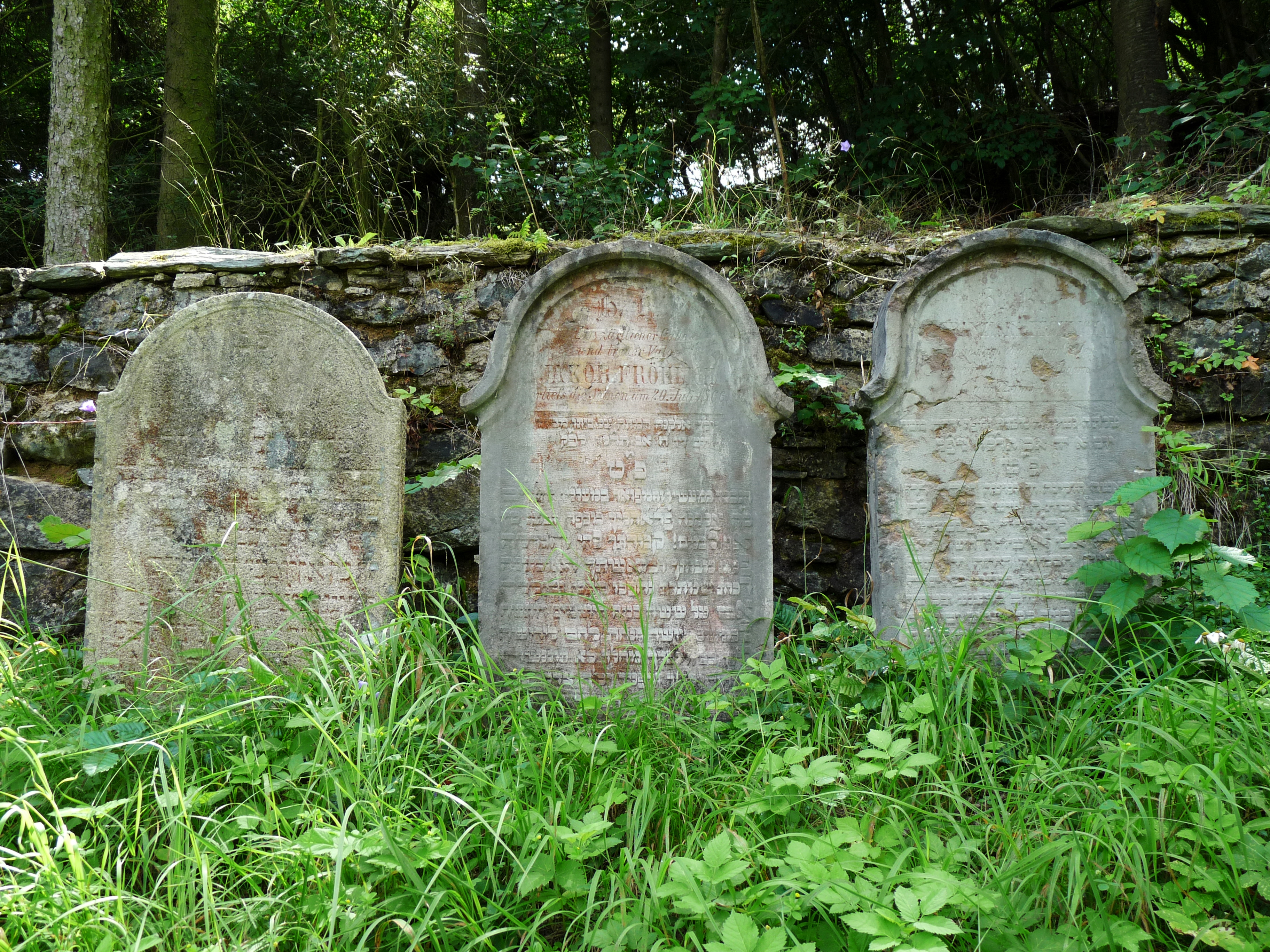
Tři starší náhrobky
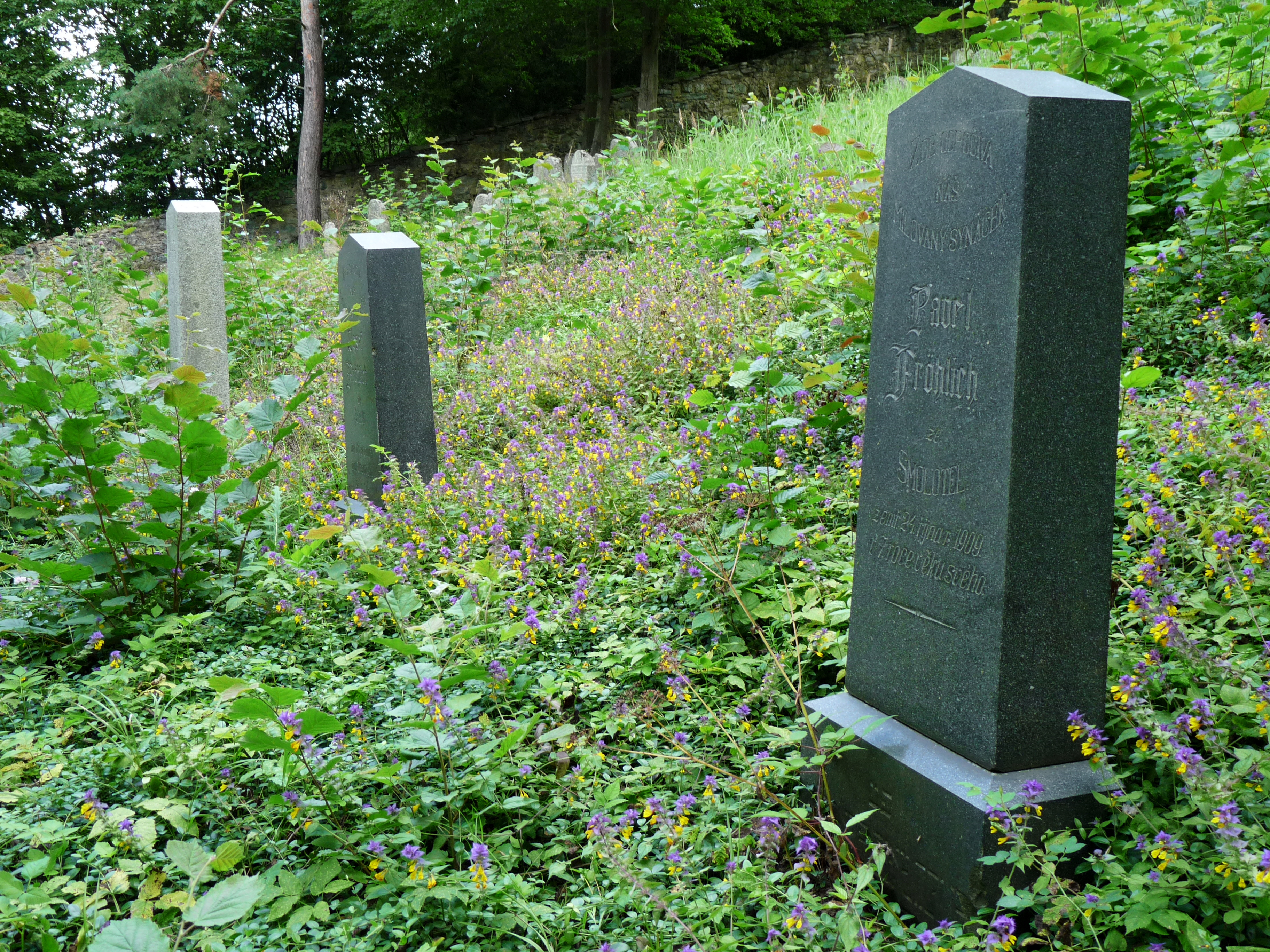
Řada dětských náhrobků